# 1999 en Ukraine
Chronologie de l'Ukraine
- 1995
- 1996
- 1997
- 1998
- 1999
- 2000
- 2001
- 2002
- 2003

Cette page concerne les évènements survenus en 1999 en Ukraine  :

## Évènement
- mai, juin et juillet : Cosmic Call 1, série de messages radio interstellaires.
- 31 octobre-14 novembre : Élection présidentielle
- 22 décembre : Gouvernement Iouchtchenko

## Sport
- Championnat d'Ukraine de football 1998-1999
- Championnat d'Ukraine de football 1999-2000
- Coupe d'Ukraine de football 1998-1999
- Coupe d'Ukraine de football 1999-2000

## Sortie de film
- Est-Ouest

## Création
- Mosquée Ahat Jami (en)
- Prix du Cabinet des ministres de l'Ukraine pour les réalisations spéciales de la jeunesse dans le développement de l'Ukraine (en)
- Union panukrainienne « Patrie »

## Dissolution
- FC Cheksyl Chernihiv (en)
- FC Shakhtar Makiivka (en)
- Gouvernement Poustovoïtenko
- SK Odessa

## Naissance
- Artem Bilyi (uk), footballeur.
- Fiong An Chang (uk), mathématicienne.
- Vladyslav Heraskevych (uk), skeletoneur.
- Daniil Nikulin, cycliste.
- Valeriya Yuzviak (uk), gymnaste rythmique.

## Décès
- Alexeï Gorokhov, violoniste.
- Adolf Pedan (uk), peintre.
- Ivan Dmitrievitsj Roditsjkin (uk), architecte.
- Khrystyna-Olena Sanotska (uk), historienne de l'art.